# Jacques Bellange

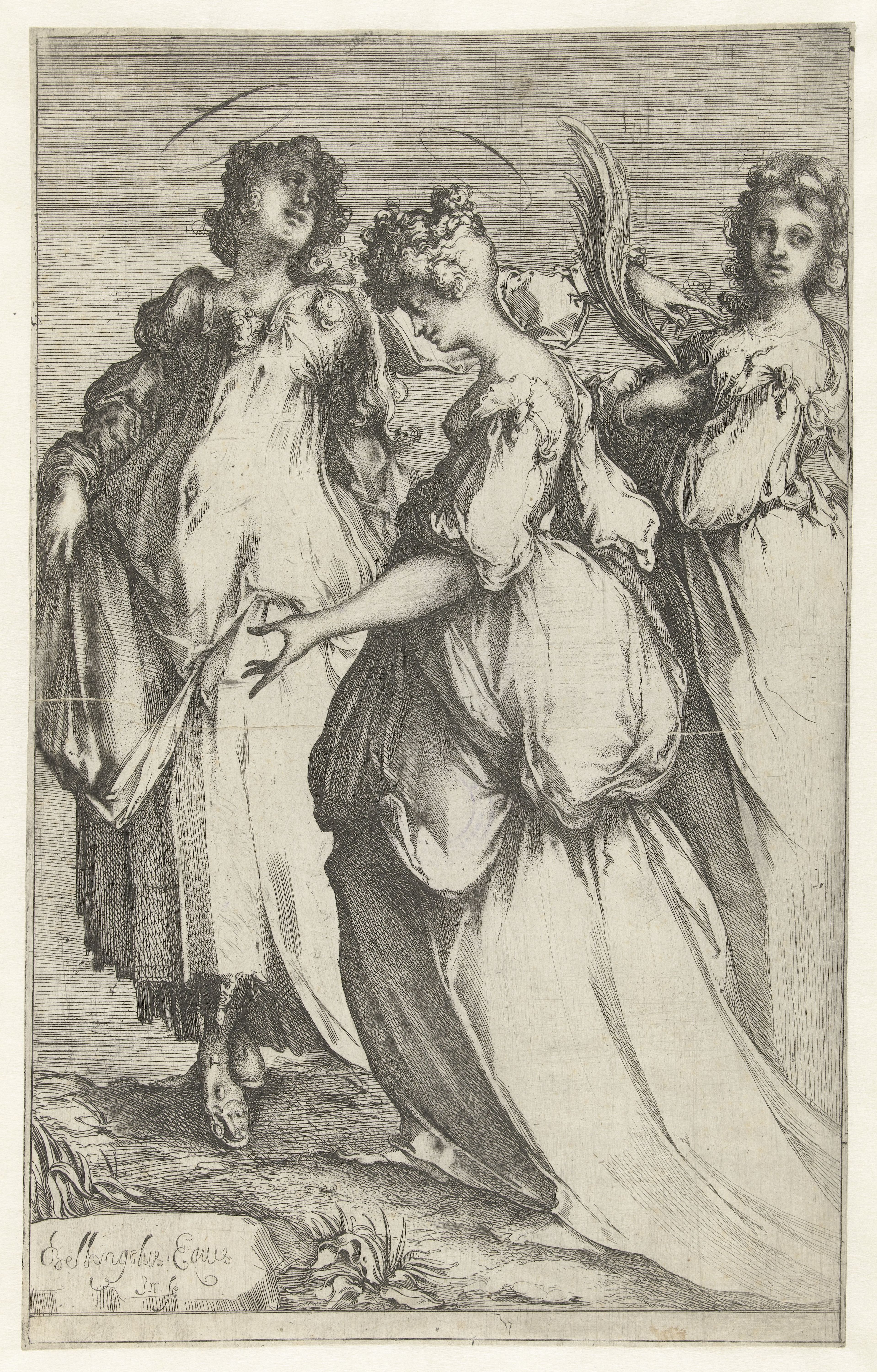
Jacques Bellange: Drei Frauen; Rijksmuseum Amsterdam

Jacques Bellange (* um 1575 in der Region Bassigny; † 1616 in Nancy) war Hofmaler des Herzogs von Lothringen. Er gilt als einer der bedeutendsten Zeichner und Kupferstecher des 17. Jahrhunderts. Sein Stil wird dem auslaufenden Manierismus zugerechnet.
Über das Leben Bellanges ist wenig bekannt. Zu Lebzeiten war er für seine Gemälde berühmt, die im herzoglichen Palast in Nancy und in anderen offiziellen Gebäuden hingen. Erhalten sind einige Dutzend Zeichnungen und Radierungen, von denen einige im Musée lorrain in Nancy zu sehen sind, während die Gemälde fast vollständig verloren gingen.
Ein Schüler Bellanges war der Barockmaler Claude Deruet.